# Приче из манастира Шаолин
Поставши и без оружја моћнији од читавих чета и војски, свештеници из Шаолина правили су подвиге током дуге историје манастира, спасавајућидобре владаре, помажући сиромашне и немоћне и кажњавајући зле.Они су помагали сиромашним сељацима и давали веома оштре поуке богатим велепоседницима и чиновницима који су израбљивали немоћне.Умеће тих свештеника много је веће него сва вештина бораца приказаних у кунг фу филмовима, а сваки њихов ударац, техника, скок и захват, део су духовне традиције будизма и записани су у светим књигама.Само стварање манастира повезано је са чудом, а кад се уз то ставе свакодневна чудеса у којима су учествовали борбени свештеници, јасно је да је ова књига на граници сна и јаве, на граници маште и истине, оно право што је одавно требало понудити читаоцима о Шаолину..Приче из којих се састоји књига су:
1. Манастир Шаолин
2. Де Моова медитација
3. Хуј Ке тражи пут
4. Монах с великим ципелама
5. Чун Кинг пљеска воду
6. Тринаест монаха спасава краља Танга
7. Цар Танга награђује Шаолин
8. Ђи Јуе уклања деспота
9. „Супер лекар” Зан Зи
10. Ждралов стик
11. Лу Да одлази у свештенике
12. Ву Сонгови ратничко-монашки дани
13. „Гвоздено колено” Ти Ђинг
14. Нинг Ченг пева оперу
15. Монах у невестинској постељини
16. Фу Ђу хвата „демона”
17. Спаситељ Хенг Лин
18. Будиста-световњак Су Јун
19. Јапански игуман посећује Шаолин
20. Хај Јонг ослобађа затвореника
21. Будистички монаси се шале са даоистичким свештеницима
22. Шљивин цвет на слици
23. Ју Шанов бамбус
24. Јан Ле се „узнео на небеса”
25. Јапански монах Де Ши одлази из Шаолина
26. Ђуе Јуан посећује учитељамали новајлија гвозденог длана
27. „Тиква за воду без отвора”
28. Три стара монаха
29. Ји Ђинг-широки мач
30. Хсинг Дуан се бори у рингу
31. Јуе Конг спроводи закон помоћу гвоздене руке
32. Пет стотина архата
33. Чун Хси се бори против тигра
34. Цар Канг Хси дарује Шаолину своју калиграфију
35. Цар Кјанг Лонг броји пагоде
36. Зи Хсија се удаје из интереса
37. „Мен Денг монах”

## О манастиру Шаолин
Манастир Шаолин израђен је у петом веку пре наше ере, под околностима којима кинеска легенда већ даје епитете чудесног, а отада, нарочито од времена кад је у њега дошао свештеник из Индије Да Мо, развио се у једну од најпознатијих верских институција.Да Мо је у ствари будистичко божанство Бодидарма и утицао је на стварање борилачких вештина у овом манастиру, као део духовних и физичких активности свештеника.

## Популаризација Шаолина
О манастиру Шаолин и његовим борбеним свештеницима постоји много прича, али је све што је до сада могло да се чује о њима било на граници кича.Кунг фу филмови и романи, у којима су аутори као начин да привуку публику користили спектакл, кишу удараца и море крви, само су незналачка обрада једне невероватне и незамисливе стварности.

## О причама о манастиру Шаолин ван Кине
Вредност књиге Манастир Шаолин је у томе што је њен творац велики кинески савремени филозоф и историчар Ванг Хонјун, који је, уз помоћ многих пријатеља и колега, сакупио аутентична казивања о манастиру и која су преведена на енглески језик како би постала доступна читаоцима ван Кине.